# Canteloup (Calvados)
Canteloup é uma comuna francesa na região administrativa da Normandia, no departamento Calvados. Estende-se por uma área de 2,31 km². Em 2010 a comuna tinha 188 habitantes (densidade: 81,4 hab./km²).